# Julia Weingarten
Julia Weingarten (* 1979 in Heidelberg) ist eine deutsche Kamerafrau.

## Leben
Julia Weingarten studierte nach ihrem Abitur Kamera an der Bayerischen Akademie für Fernsehen in München. Ihr Kamerastudium an der Filmuniversität Babelsberg „Konrad Wolf“ schloss sie 2010 mit Diplom ab. Seit 2007 arbeitet sie als freie Kamerafrau und realisiert Dokumentar-, Spiel-, Image- und Werbefilme.
Ihr Dokumentarfilm UXO – unexploded ordnance, bei dem sie Regie und Kamera führte, wurde mit dem „Dokumentarfilmpreis“ und dem Preis für die „Beste Kamera“ beim internationalen Studierendenfilmfestival Sehsüchte 2011 ausgezeichnet. Mit dem Spielfilm Jetzt aber Ballett wurde sie für den Bildgestalterinnenpreis des IFFF Dortmund/Köln nominiert.

## Filmografie (Auswahl)
- 2005: Somewhere (Videoinstallation) – Regie: Mel O’Callaghan[5]
- 2007: So G´sell So (Dokumentarfilm) – Regie: Aron Lehmann
- 2009: Tallulah & Killerhead (Kurzspielfilm) – Regie: Isabell Suba[6][7]
- 2010: UXO – unexploded ordnance (Kino-Dokumentarfilm) – Regie: Julia Weingarten[8][9][10]
- 2011: Jetzt aber Ballett (Kurzspielfilm) – Regie: Isabell Suba[11][12]
- 2013: New Found Land Mirror (Musikvideo) – Regie: Christoph Hartmann & Stephan Hartmann
- 2013: New Found Land The Hunter – Regie: Stephan Hartmann & Christoph Hartmann
- 2014: Arbeit macht das Leben süß, Faulheit stärkt die Glieder (Kino-Dokumentarfilm) – Regie: Claudia Funk[13][14][15][16]
- 2014: 1000 GRAM Really need someone (Musikvideo) – Regie: Anna Roxenholt
- 2015: Montblanc – Sfumato (Imagefilm) – Regie: Christoph Hartmann
- 2015: Benedict (Kurzspielfilm) – Regie: Lucas Tietjen[17]
- 2016: 1000 GRAM Anti Hyzer (Musikvideo) – Regie: Stephan Hartmann
- 2017: Pamçka (Kurzspielfilm) – Regie: Elda Sorra[18][19]
- 2019: Verteidiger des Glaubens

## Auszeichnungen
- Beste Kamera Sehsüchte-Festival für UXO – unexploded ordnance[1][2]
- Bester Dokumentarfilm Sehsüchte-Festival für UXO – unexploded ordnance[1][2]